# Heimliche Spiele
Heimliche Spiele ist eine französische Erotik-Groteske aus dem Jahr 2002.

## Handlung
Die junge Französin Sandrine arbeitet in einer Bar und lernt dort die Stripperin Nathalie kennen, die ihre Sexualität öffentlich und ungeniert auslebt. Die beiden zuerst sehr verschiedenen Frauen freunden sich bald an und beginnen eine oberflächliche Affäre; Sandrine lernt, wie sie ihren Körper als Machtinstrument und Waffe einsetzen kann.
Schon bald beginnen die beiden mit ihrem Projekt des sozialen Aufstiegs: Sandrine tritt einen Job als Sekretärin in einer großen Bank an und macht sich mithilfe ihrer Sexualität den Manager Delacroix gefügig. Während der viel ältere Mann sich aufrichtig in sie verliebt, behält sie jedoch ihr Ziel vor Augen. Geschickt überredet sie ihn, Nathalie ebenfalls einzustellen; eine komplizierte Dreiecksbeziehung beginnt, die jedoch Christophe, dem Sohn des Direktors und zukünftigen Chef der Bank, nicht lange verborgen bleibt. Er erpresst Sandrine, ihn zu heiraten, damit sein Vater ihm endlich, wie vereinbart, nach der Heirat die Firmenleitung überträgt.
Bald nach der Ehe muss Sandrine feststellen, dass Christophe nicht wirklich an ihr interessiert ist, ebenso wenig wie an Nathalie, der er zuvor bereits das Herz gebrochen hatte. Die einzige Frau, die ihn wirklich interessiert und erregt, ist seine eigene Schwester Charlotte; sie will er seit dem gewaltsamen Tod seiner Mutter beschützen. Als ihr Vater stirbt und keine Fassade mehr bewahrt werden muss, leben die beiden Geschwister ihre Begierden schließlich aus, inmitten einer Orgie im väterlichen Schloss und vor den Augen der schockierten Sandrine. Als sie sie anschließend hinauswerfen, tritt Nathalie auf den Plan und erschießt Christophe.
Jahre später treffen Nathalie und Sandrine sich wieder. Während erstere mittlerweile ihre mehrjährige Haftstrafe abgesessen und mit ihrem Mann ein Kind hat, hat letztere das Erbe ihres Mannes angetreten und führt mit Charlotte das Bankenimperium. Am Ende bleibt Nathalie, die einstige Stripperin, die einzige, die das Glück in Ehe und Familie findet.

## Hintergrund
Bei genauer Betrachtung lässt sich in der Schlussszene des Films ein Anachronismus entdecken: mehrere Jahre sollen seit den Ereignissen in der Haupthandlung vergangen sein, die Filme, die an der Litfaßsäule im Hintergrund beworben werden, wurden jedoch zur selben Zeit veröffentlicht wie der Film Der Schlafwandler (2000), der in der Haupthandlung gerade im Kino läuft.

## Kritik
film-dienst 25/2003: Trotz freizügiger Sexszenen kein Pornofilm, sondern eine intellektuell-künstliche Studie über Sex und Macht im Berufsleben, die von hervorragenden Darstellerinnen getragen wird.

## Rezeption und Auszeichnungen
Die Zeitschrift Cahiers du Cinema erkor die erotische Fabel um Macht und Sex 2002 zu einem der zehn besten Filme des Jahres. Beim Filmfestival von Cannes desselben Jahres wurde Jean-Claude Brisseau für den Film mit dem französischen Kulturpreis ausgezeichnet.